# Мост Болоранца
Мост Болоранца (арм. Բոլորանցի կամուրջ) — несохранившийся каменный арочный мост через реку Артинаджур (правый приток реки Болоранц) на юго-восточной окраине села Баян Дашкесанского района Азербайджана.  Сохранились лишь опоры моста.

## История
Мост был построен в XVII веке. Он был однопролетным, сводчатым сооружением. Сохранились лишь опоры моста, возведенного из необработанного камня, на известковом растворе. Краеугольные камни были гладко тесаными. Очевидно, что проезжая часть была расширена в позднем средневековье. Длина пролёта — 9,2 м. Первоначально ширина проезжей части составляла 2,5 м, после расширения — 4,5 м.